# Ципрофлоксацин
Ципрофлоксацин — протимікробний засіб з групи фторхінолонів II покоління для перорального і парентерального застосування. Ципрофлоксацин уперше синтезований у Німеччині в лабораторії компанії «Bayer», і компанія уперше опублікувала дані про його антибактеріальні властивості у 1983 році. У 1987 році уперше було представлено пероральну форму ципрофлоксацину, а у 1991 році — ін'єкційну форму препарату.

## Фармакологічні властивості
Ципрофлоксацин — протимікробний засіб з групи фторхінолонів II покоління. Діє бактерицидно, порушуючи синтез ДНК в бактеріальних клітинах. Препарат має широкий спектр антибактеріальної дії. До ципрофлоксацину чутливі такі мікроорганізми: сальмонели, шиґели, стафілококи, більшість стрептококів, лістерії, легіонелли, туберкульозна паличка та інші мікобактерії, Escherichia coli, Proteus spp., Campylobacter spp., Pseudomonas spp., Brucella spp., Corynebacterium spp., Yersinia spp., Citrobacter spp., Providencia spp., Acinetobacter spp., Morganella morganii, Enterobacter spp., нейсерії, мікоплазми, хламідії, пептококи, пептострептококи. Стійкими до препарату є бліда спірохета, нокардії, Streptococcus faecium, Bacteroides spp., Ureaplasma urealyticum, Burkholderia cepacia, Stenotrophomonas maltophilia, Clostridium difficile, Nocardia spp.

### Фармакодинаміка
Ципрофлоксацин швидко всмоктується зі шлунково-кишкового тракту, біодоступність препарату становить 70-80 %. Максимальна концентрація в крові при пероральному прийомі досягається протягом 60-120 хвилин, при внутрішньовенному введенні — за 60-90 хвилин. Оскільки зв'язування з білками препарату незначне, то майже вся доза препарату дифундує в екстравазальний простір, створюючи концентрації в деяких тканинах і рідинах вищі, чим у крові. Найвищі концентрації ципрофлоксацину спостерігаються у нирках, жовчному міхурі, печінці, жіночих статевих органах, легенях, слизовій оболонці бронхів та мокроті. Препарат проникає через гематоенцефалічний бар'єр, проходить через плацентарний бар'єр та виділяється в грудне молоко. Ципрофлоксацин частково метаболізується в печінці з утворенням малоактивних метаболітів. Виводиться ципрофлоксацин з організму переважно нирками (56 %), виводиться також з калом і жовчю. Період напіввиведення становить 3-5 годин, при вираженій нирковій недостатності може збільшуватись до 12 годин.

## Показання до застосування
Ципрофлоксацин застосовують при інфекційних хворобах, що спричинюють чутливі до препарату збудники:
- при хворобах ЛОР-органів (синусити, отити);
- очей;
- дихальних шляхів (бронхіти, пневмонії);
- туберкульозі (у комплексній терапії антибіотикорезистентного туберкульозу);
- органів черевної порожнини (в тому числі перитоніт), жовчовивідних шляхів, кишкові бактеріальні інфекції;
- сечовивідних шляхів;
- шкіри й м'яких тканин;
- органів малого таза (в тому числі гонорея, простатит і аднексит);
- кісток і суглобів;
- при сепсисі;
- лікуванні інфекцій у хворих з нейтропенією і на тлі лікування імунодепресантами.

## Побічна дія
При застосуванні ципрофлоксацину можливі наступні побічні реакції:
- Алергічні реакції — часто (1—10 %) висипання на шкірі; нечасто (0,1—1 %) кропив'янка; рідко (0,01—0,1 %) гарячка; дуже рідко (менше ніж 0,01 %) сироваткова хвороба, набряк Квінке, синдром Стівенса-Джонсона, синдром Лаєлла, петехії, фотодерматоз, анафілактичний шок.
- Зі сторони травної системи — часто (1—10 %) нудота, діарея; нечасто (0,1—1 %) метеоризм, блювання; дуже рідко (менше ніж 0,01 %) кандидоз ротової порожнини, холестатична жовтяниця, псевдомембранозний коліт, некроз печінки, панкреатит.
- Зі сторони нервової системи — нечасто (0,1—1 %) головний біль, порушення сну, запаморочення; рідко (0,01—0,1 %) галюцинації, парестезії, судоми, гіперестезія, шум у вухах, порушення органів чуттів, тремор, депресія.
- Зі сторони серцево-судинної системи — рідко (0,01—0,1 %) тахікардія, припливи крові, артеріальна гіпотензія, подовження інтервалу QT на ЕКГ; дуже рідко (менше ніж 0,01 %) васкуліт
- Зі сторони кістково-м'язової системи — нечасто (0,1—1 %) артралгія; рідко (0,01—0,1 %) набряк суглобів, міалгія; дуже рідко (менше 0,01 %) тендовагініт, розрив сухожилля.
- Зі сторони сечостатевої системи — рідко (0,01—0,1 %) інтерстиціальний нефрит, гостра ниркова недостатність, кристалурія, гематурія, вагінальний кандидоз.
- Зміни в лабораторних аналізах — нечасто (0,1—1 %) гіперглікемія, анемія, нейтропенія, лейкопенія, лейкоцитоз, тромбоцитопенія, тромбоцитоз, порушення кількості протромбіну, агранулоцитоз, панцитопенія, збільшення активності амілази, ліпази, амінотрансфераз і лужної фосфатази, підвищення кількості білірубіну, кількості креатиніну і сечовини.
- Місцеві реакції — нечасто (0,1—1 %) тромбофлебіт у місці введення; алергічні реакції, фотофобія, болючість та гіперемія кон'юнктиви або барабанної перетинки при місцевому застосуванні.

## Протипоказання
Протипоказаннями до застосування ципрофлоксацину є непереносність фторхінолонів, вагітність, годування грудьми, вік до 18 років, дефіцит глюкозо-6-фосфатдегідрогенази. З обережністю застосовувати при епілепсії, інсульті, органічних ураженнях мозку.

## Форми випуску
Ципрофлоксацин випускається у вигляді таблеток по 0,25; 0,5; 0,75 і 1,0 г; 0,2 % розчину для внутрішньовенних інфузій по 50 та 100 мл; 1 % розчину для інфузій в ампулах по 10 мл; а також у вигляді очних і вушних крапель у вигляді 0,3 % розчину у флаконах-крапельницях по 5 мл і 0,3 % очної мазі у тюбиках по 3 і 5 г.

## Застосування у ветеринарії
Ципрофлоксацин випускається для застосовання у ветеринарії у вигляді флакона для ін'єкційного введення по 100 мл 10 % розчину, та використовується для лікування інфекцій дихальної, травної, сечостатевої системи, що спричинюють чутливі до препарату збудники, у собак, котів, свиней, великої рогатої худоби та домашніх птахів.